# Ecnomus homhilensis
Ecnomus homhilensis är en nattsländeart som beskrevs av Malicky 1999. Ecnomus homhilensis ingår i släktet Ecnomus och familjen trattnattsländor. Inga underarter finns listade i Catalogue of Life.

## Bildgalleri

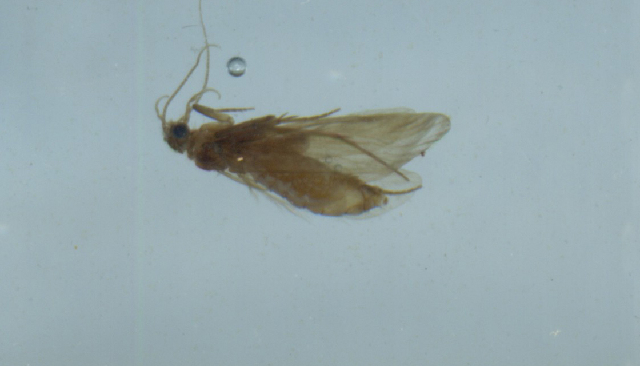